# 四硫代磷酸硼
四硫代磷酸硼，又称硫代磷酸硼，是一种无机化合物（化学式：BPS4），为硼(III)的四硫代磷酸盐。

## 制备
四硫代磷酸硼由相应的单质在无水、无氧的条件下按化学计量比加热反应得到：
B + P + 4S → BPS4
此外，磷化硼和硫反应、硫化硼和硫、磷反应，也可得到四硫代磷酸硼。